# Société du Saint-Cœur de Marie
La Société du Saint-Coeur de Marie a été fondée en 1841 par le père François Libermann.  

## Présentation
La société du Saint-Coeur de Marie, dont le fonctionnement repose sur la philosophie et la pensée religieuse de Jean Eudes. Le groupe est aussi appelé : Tiers ordre eudiste dans la mesure où il est spirituellement rattaché à la communauté religieuse des eudistes. Le mot tertiaire est ici employé pour qualifier les personnes qui vivent dans le monde, tout en étant dans la mouvance de grands ordres religieux. En effet, lorsque Jean Eudes créée des confréries à la fin du XVIIe siècle pour prolonger les missions, il envisage que les membres de ces confréries n'entrent pas forcément dans la vie religieuse. 
En 1841, Jacques-Désiré Laval, prêtre missionnaire, entre dans la société du Saint-Cœur de Marie avant de quitter Pinterville pour se rendre à l'île Maurice. 
En 1848, cette société rejoint l'œuvre du père Claude Poullart des Places intitulée Congrégation du Saint-Esprit. L'ensemble devient : la Congrégation du Saint-Esprit et du Saint-Cœur de Marie. 

## Supérieures
Parmi les supérieures des Tertiaires eudistes, on peut citer tout d'abord Sœur Marie Ménétrier et Marie Chavigny.